# Грумс IK
«Грумс IK» (швед. Grums IK) — спортивний клуб з містечка Грумс, Швеція, заснований в 1920 році. Футбольний клуб грав у третьому дивізіону Швеції. Хокейний клуб заснований в 1944 році. Хокейний клуб грав одинадцять сезонів у вищому дивізіоні Швеції в 1950-х і 60-х. 1955 року юніорський склад «Грумс IK» чемпіонат серед юніорів з хокею із шайбою, а в 1959 році вони виграли бронзові нагороди. Як і багато інших команд того часу, «Грумс IK» не має популярності тому хокейна команда в даний час грає в другому дивізіоні, а футбольна команда грає в четвертому дивізіоні.

## Історія (хокей)

### 40-і роки
«Грумс IK» почав розвивати хокей в 1944 році, коли Нільс Вендель з Форсгага ІФ відвідав Грумс і дав у клубі перший урок з хокею. Була побудована хокейна ковзанка. Через кілька років футболісти почали спеціалізуватися на хокеї. У 1945 році «Грумс IK» уперше взяв участь у хокейному турнірі. У наступному році, 1946 році, беруть участь у 3 дивізіоні, який вони виграють і підвищуються у класі. Через рік вони повертаються назад до 3 дивізіону.
Головне, що відбулося наприкінці 1940-х було те, що клуб отримав нового тренера в особі Класа Ліндстрема, він прийшов до «Грумс IK» з AIKa, учасник Зимових Олімпійських ігор 1948 у місті Санкт-Моріц, Швейцарія, він надав неоціненну допомогу молодій хокейній команді.

### 50-і роки
Сезон 1949/50 виграє 2 дивізіон і переходить до 1 дивізіону на шляху до нього він долає Вестерос ІК. Перший сезон у вищому дивізіоні, провели 1951/52 роках (пониження в класі). В наступному сезоні в кваліфікації проти Вестерос ІК виграють за сумою двох матчів 5:2 та 1:3 і знову підвищуються у класі. Тепер, вони грають у вищому дивізіоні до кінця 50-х років. 3 листопада 1956 року була відкрита нова ковзанка зі штучним льодом «Orrby», шоста у Швеції. Навесні 1957 року клуб відправився в європейський двотижневий тур, до чотирьох країн: Німеччини, Швейцарії, Італії та Франції, де вони провели десять ігор з яких виграли вісім, програли збірній США 2:8. В сезоні 1957/58 років, клуб брав участь у Кубку Шпенглера 1957, де в групі з швейцарськими клубами «Давос» та «Цюрих СК» займає третє місце, а в матчі за 3-4 місця поступився «Інтеру» з Мілану 4:9.

### Сучасний час
У 1970 році ковзанка була покрита тентовою конструкцією і з тих пір називається «Біллерудгаллен». Місткість арени становить 1750 глядачів.
З 1975 року клуб поступово понижується у класі. 1979 року, клуб грав в третьому дивізіоні (до 1985 року). А підвищення в класі в 1999 році до другого дивізіону «Аллсвенскан» було лише на один сезон. 
В даний час хокейна команда грає в другому дивізіоні, а футбольна команда грає в четвертому дивізіоні.

## Відомі гравці
- Еверт Ліндстрем — хокеїст
- Еміль Месарош — хокеїст
- Томас Стін — хокеїст
- Юга Відінг — хокеїст
- Дан Лабраатен — хокеїст
- Віллі Ліндстрем — хокеїст
- Уве Карлссон — хокеїст
- Петер Берндтссон — хокеїст
- Ян Інгман — хокеїст
- Петер Гагстрем — хокеїст
- Мальте Стін — хокеїст
- Пер Беккер — хокеїст
- Ніклас Андерсен — хокеїст
- Бастіан Рохас Діас — футболіст